# La différence, c'est que c'est pas pareil
Pour plus de détails, voir Fiche technique et Distribution.
La différence, c'est que c'est pas pareil est un film français réalisé par Pascal Laëthier et sorti en 2009.

## Synopsis
Le baptême du nouveau-né d'une fratrie est l'occasion de se rassembler dans la maison maternelle, mais l'arrivée d'un invité inattendu. Le père parti 20 ans plus tôt, devenu écrivain reconnu, va bousculer cette réunion, et certains destins.

## Fiche technique
- Titre : La différence, c'est que c'est pas pareil
- Réalisation : Pascal Laëthier
- Scénario : Pascal Laëthier, Guillaume Adler, Sandrine Martin
- Directeur de la photographie : Philippe Guibert
- Son : Dirk Bombey, Ingo Dumlich et Alek Gosse
- Montage : Virginie Bruand
- Chef décoratrice : Christina Schaffer
- Décors : Sébastien Danos
- Musique : David Laborier, Nicolas Rollinger et Soleil Nomade
- Casting : Michael Laguens
- Cascades : Christian Bergner et Philippe Morel
- Costumes : Catherine Marchand
- Producteurs : Veronique Rofe, Jean-Luc Van Damme et Donato Rotunno
- Sociétés de production : Libris films, Tarantula Belgique, Quad Productions et Bananas films
- Participation à la production : Canal+, CinéCinéma, TPS Star, le CNC, la Tax shelter de Belgique, le programme MEDIA de l'Union européenne et Fonds national de soutien à la production audiovisuelle du Grand-Duché du Luxembourg
- Aides à la production : région Languedoc-Roussillon et Languedoc-Roussillon Cinéma
- Budget : ?
- Directeur de production : Frédéric Bal
- Format : 35 mm - couleur
- Son : Dolby Digital et DTS
- Genre : drame
- Durée : 85 minutes
- Pays d'origine :  France,  Belgique et  Luxembourg
- Visa d'exploitation n°111 805
- Société de distribution : Zelig Films ( France) et Victory Productions ( Belgique)
- Date de sortie :
  - 20 mai 2009 ( France)
  - 2 novembre 2010 (DVD)
  - 20 novembre 2016 (VOD)
- Box-office France[1] : 9 193 entrées[2]

## Distribution
- Karina Testa : Véronique
- François Berléand : Sylvain
- Audrey Dana : Agnès
- Clémentine Célarié : Anne
- Claire Nebout : Diane
- Étienne Chicot : Christian
- Armelle Deutsch : Claire
- Éric Savin : Pierre
- Alexandra Ansidei : Lise
- Roger Dumas : Grand-père
- Gilles Cohen : Georges
- Atmen Kelif : Paul
- Geordy Monfils : Gabriel
- Gianfranco Celestino : Le jeune homme du train
- Gilles Soeder : L'invité
- Isabelle Constantini : L'infirmière de l'hôpital

## Lieux de tournage
- Le film a été tourné en Languedoc-Roussillon (Anduze[3], Bagard, Boisset-et-Gaujac, Générargues et Tornac du 30 octobre 2007 au 16 novembre 2007) et au Luxembourg (scènes intérieures aux hôtels Sofitel et Novotel, au centre hospitalier de Luxembourg, à l'aéroport de Luxembourg-Findel, au grand château d'Ansembourg, à la gare d'Esch-sur-Alzette, à Luxexpo et à l'église de Dudelange - source : générique).

Liste non exhaustive

## Sélections
- 23e Festival du film francophone de Namur, Belgique - 2008
- Festival du cinéma méditerranéen de Montpellier - 2008